# 2022 في اليمن
أحداث عام 2022 في اليمن.

## شاغلو الوظائف
- رئيس مجلس القيادة الرئاسي: رشاد محمد العليمي
- رئيس مجلس الوزراء: معين عبدالملك سعيد

## الأحداث
مستمرة - جائحة فيروس كورونا في اليمن - الصراع بين الحوثيين والمملكة العربية السعودية (منذ 2015) - الحرب الأهلية اليمنية (منذ 2015)
- 21 يناير - قتلت غارة جوية سعودية على سجن في صعدة 87 شخصا على الأقل وأصابت أكثر من 200 آخرين.[1]
- 7 أبريل - تنحي الرئيس عبدربه منصور هادي وتشكيل مجلس القيادة الرئاسي برئاسة رشاد العليمي وعضوية 7 أعضاء[2]